# Dele Adebola
Bamberdele „Dele“ Adebola (* 23. Juni 1975 in Lagos) ist ein ehemaliger nigerianischer Fußballspieler.

## Sportlicher Werdegang
Bamberdele „Dele“ Adebola zog bereits in früher Kindheit mit seinen Eltern nach England. Er wuchs in Liverpool auf und wechselte in der Jugend zu Crewe Alexandra.
In der Saison 1992/93 startete er seine Profikarriere in der vierthöchsten englischen Spielklasse. In der folgenden Saison wechselte Adebola nach Wales und verbrachte die Spielzeit auf Leihbasis bei Bangor City. Die folgenden zwei Jahre verliefen eher unauffällig, doch in der Saison 1996/97 absolvierte er eine sehr gute Saison und schaffte mit Crewe den Aufstieg in die Football League One. Er erzielte in diesem Jahr 16 Tore und hatte damit wesentlichen Anteil an dieser erfolgreichen Serie.
Bereits im Verlauf der kommenden Spielzeit wechselte Adebola im Februar 1998 für ca.  £ 1.000.000 zu Birmingham City. Die Mannschaft spielte ebenfalls in der zweithöchsten englischen Spielklasse, hatte jedoch ein deutlich höheres Potential als sein bisheriger Verein. In der Saison 1998/99 erzielte er insgesamt 13 Saisontreffer und zählte damit zu den treffsichersten Spielern im Verein. Umso enttäuschender verlief die kommende Saison in der Adebola seine Treffsicherheit kaum zur Geltung bringen konnte. Auch das Jahr 1999/2000 verlief wenig zufriedenstellend und in der nachfolgenden Saison verletzte er sich zusätzlich, so dass er Anfang 2002 an Oldham Athletic ausgeliehen wurde um Spielpraxis zu sammeln. Sein auslaufender Vertrag in Birmingham wurde nicht verlängert.
Bei seinem neuen Verein Crystal Palace konnte er sich schnell in die Startformation spielen und erzielte in 39 Spielen 5 Tore. Zur Saison 2003/04 wechselte er zu Coventry City. Aufgrund mangelnder Spielpraxis verbrachte er das Jahr 2004 auf Leihbasis beim FC Burnley und bei Bradford City.
Zur Saison 2004/05 kehrte er zurück nach Coventry und absolvierte neben Sturmpartner wie Stern John und Gary McSheffrey eine erfolgreiche Saison. Im kommenden Jahr fand Adebola endgültig zurück in die Spur und kam in 44 Spielen auf 12 Tore. 2006/07 waren es 8 Tore in 40 Spielen. Danach lief es für ihn längere Zeit nicht mehr so erfolgreich und er entschied sich deshalb im Februar 2008 zu Bristol City zu wechseln, wo er die kommenden 18 Monate verbrachte. Besonders in der zweiten Saison fand er zur alten Stärke zurück.
Ende Juni 2009 unterschrieb er einen 2-Jahres-Vertrag bei Nottingham Forest und wechselte damit erneut den Verein. In seiner ersten Saison in der Football League Championship 2009/10 kam er in 33 Spielen zum Einsatz und konnte am 3. Spieltag beim 4:2-Auswärtserfolg beim FC Watford sein erstes Tor erzielen. Nach einer weiteren Saison bei Forest, unterschrieb Adebola am 29. Juni 2011 einen Einjahresvertrag bei Hull City.